# Gnadauer Straße 3

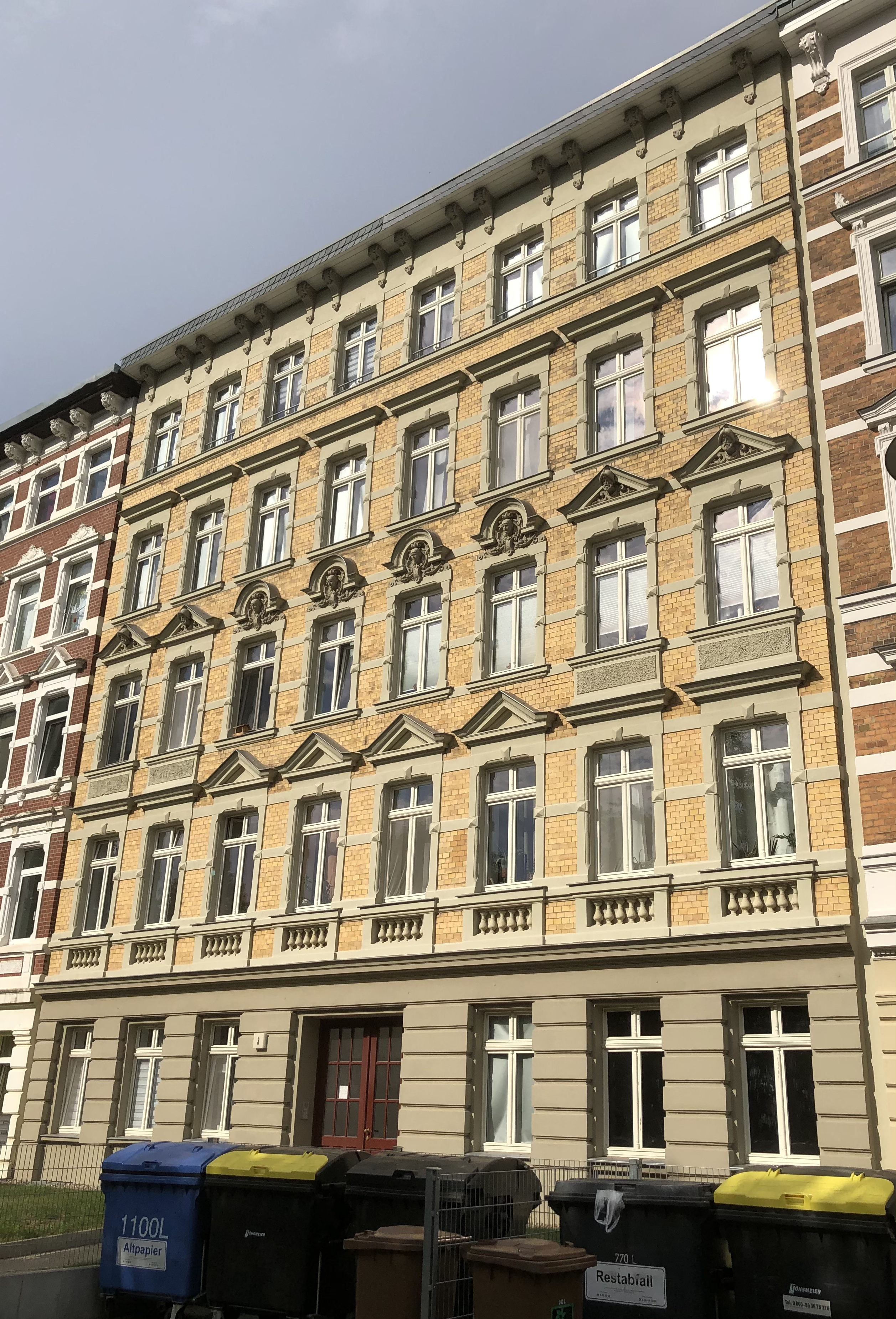
Wohnhaus Gnadauer Straße 3 im Jahr 2021

Das Gebäude Gnadauer Straße 3 ist ein denkmalgeschütztes Wohnhaus in Magdeburg in Sachsen-Anhalt.

## Lage
Das Haus befindet sich auf der Ostseite der Gnadauer Straße im Magdeburger Stadtteil Buckau. Nordwestlich grenzt das gleichfalls denkmalgeschützte Haus Gnadauer Straße 2, südöstlich die Gnadauer Straße 4 an. Westlich erstrecken sich Eisenbahnanlagen, so dass die Häuserzeile weit sichtbar und prägend für das Ortsbild ist.

## Architektur und Geschichte
Wie auch benachbarte Häuser wurde der fünfgeschossige Bau im Jahr 1890 vom Zimmermeister A. Wischeropp geplant, jedoch nicht fertiggestellt. Das Anwesen wurde 1891 von August Busch erworben, der das Haus vollendete. Das aus Ziegeln errichtete Gebäude verfügt über eine achtachsige Fassade im Stil der Neorenaissance mit zierenden neobarocken Elementen. Die Fassade des Erdgeschosses ist mit einer Rustizierung versehen. Die Beletage im ersten Obergeschoss ist mit einer Brüstung aus Balustern verziert. Oberhalb der Fensteröffnungen der vier mittleren Achsen befinden sich dort Dreiecksgiebel, während in beiden äußeren Achsen Kragplatten angeordnet sind. Auch am zweiten Obergeschoss befinden sich aufwendig verzierte Fensterverdachungen.    
Dem Haus ist ein schmaler Vorgarten vorgelagert.
Das Gebäude stand zumindest in der Zeit der 2000er Jahre leer, wurde dann etwa in den 2010er Jahren saniert.
Im örtlichen Denkmalverzeichnis ist das Wohnhaus unter der Erfassungsnummer 094 82606 als Baudenkmal verzeichnet.
Das Gebäude gilt als Teil der erhaltenen gründerzeitlichen Straßenzeile als städtebaulich bedeutsam und ist sozialgeschichtlich wichtig als Beispiel einer bauzeitlichen Mietwohnungskaserne im Industrieort Buckau.